# Papa Gregório VII
São Gregório VII,  nascido Ildebrando di Soana; (Tuscia, c. 1015 — Salerno, 25 de maio de 1085), foi o 157.º Papa da Igreja Católica de 22 de abril de 1073 até a sua morte, tendo sido um dos mais influentes e decisivos pontífices a se sentar no trono papal ao longo da história.
Um dos grandes papas reformadores, ele iniciou a Reforma Gregoriana e talvez seja mais conhecido pelo papel que desempenhou na Controvérsia das Investiduras, sua disputa com o Imperador Henrique IV para estabelecer a primazia da autoridade papal e o novo direito canônico que regulava a eleição do papa pelo Colégio dos Cardeais. Ele também esteve na linha de frente das mudanças na relação entre o imperador e o papado nos anos que antecederam sua eleição como papa. Foi o primeiro papa a introduzir uma política de celibato obrigatório para o clero, que até então comumente se casava, e também combateu a prática da simonia.
Durante as lutas pelo poder entre o papado e o Império, Gregório excomungou Henrique IV três vezes, e o imperador nomeou o antipapa Clemente III para se opor a ele. Embora Gregório tenha sido celebrado como um dos maiores pontífices romanos após o sucesso de suas reformas, durante seu próprio pontificado foi denunciado por alguns por seu uso autocrático dos poderes papais.
Com o passar do tempo, Gregório VII se tornou um exemplo de supremacia papal e sua memória foi invocada tanto de forma positiva quanto negativa, refletindo a atitude dos escritores posteriores em relação à Igreja Católica e ao papado. Beno de Santi Martino e Silvestro, que se opôs a Gregório VII na Controvérsia das Investiduras, o acusou de necromancia, crueldade, tirania e blasfêmia. Essas acusações foram repetidas com entusiasmo por opositores posteriores da Igreja Católica, como o protestante inglês John Foxe. Em contraste, o historiador moderno e sacerdote anglicano H. E. J. Cowdrey escreve: “[Gregório VII] era surpreendentemente flexível, tateando seu caminho e, portanto, confundindo tanto colaboradores rigorosos [...] quanto os mais cautelosos e prudentes [...] No entanto, seu zelo, força moral e convicção religiosa garantiram que ele mantivesse, de forma notável, a lealdade e o serviço de uma grande variedade de homens e mulheres.”

## Vida e carreira eclesiástica
Nascido na Toscana italiana no seio de uma família de baixa condição social. Segundo o Liber Pontificalis, Gregório figurava entre os “nascidos toscanos, junto à cidadela de Rovacum, de um pai [chamado] Bonizo”, informação corroborada pelo biógrafo papal.
Gregório cresceu no ambiente da Igreja romana ao ser confiado a seu tio, abade do mosteiro de Santa Maria em Aventino, onde fez os votos monásticos. Era, assim, beneditino.
Em 1045 Hildebrando foi nomeado secretário do Papa Gregório VI, cargo que ocuparia até 1046 quando acompanhou esse Papa no seu desterro em Colónia depois de ser deposto num concílio, celebrado em Sutri, e acusado de simonia na sua eleição.
Em 1046 morre Gregório VI, e Hildebrando ingressou como monge no mosteiro de Cluny onde adquiriu as ideias reformistas que regeram o resto da sua vida e que o fariam encabeçar a chamada Reforma gregoriana.
Até 1049 não regressou a Roma, mas é então chamado pelo Papa Leão IX para atuar como legado pontifício, o que lhe permitiu conhecer os centros de poder da Europa. Atuando como legado estava em 1056 na corte alemã, para informar da eleição como Papa de Vítor II quando este faleceu e se escolheu como seu sucessor o antipapa Bento X. Hildebrando opôs-se a esta eleição e conseguiu que se elegesse Papa Nicolau II. Em 1059 é nomeado por Nicolau II, arquidiácono e administrador efetivo dos bens da Igreja, cargo que o levou a alcançar tal poder que se chegou a dizer que dava de comer a Nicolau "como a um asno no estábulo".

## Eleição
A sua eleição é considerada fora do padrão habitual. Não era sacerdote quando foi eleito Papa, por aclamação popular, em 22 de Abril de 1073. Sendo uma transgressão da legalidade estabelecida em 1059 pelo concílio de Melfi que decretou que na eleição papal só podia intervir o Colégio Cardinalício, nunca o povo romano. Não obstante, obteve a consagração episcopal em 30 de junho de 1073.
Muito combativo em favor dos direitos da Igreja, enfrentou o imperador Henrique IV do Sacro Império Romano, em defesa da superioridade do Poder Espiritual sobre o Poder Temporal. Ao longo do século XX, os historiadores vincularam seu nome a um vasto programa de reforma da cristandade, movimento que ficaria conhecido como reforma gregoriana. Todavia, tal vinculação decorre de aspectos controversos, muitos dos quais já submetidos a um profundo revisionismo. Há décadas, estudiosos sugerem que o conceito de "reforma" deve ser superado quando se trata de explicar muitos episódios envolvendo o pontificado gregoriana. Foi monge na Abadia de Cluny, considerada a alma da Idade Média. A pedido da Condessa Matilde, perdoou Henrique IV que, entretanto, voltou a rebelar-se contra a Santa Sé. Devido ao seu carácter combativo granjeou inimigos que o exilaram. Ao morrer, fora de Roma, disse a frase que se tornaria famosa: "Amei a justiça e odiei a iniquidade, por isso morro no exílio".

## Política interna e reformas
Teve sua vida e obra conduzidas pela convicção da Igreja como obra divina e encarregada de abraçar toda a humanidade, para a qual a vontade de Deus é a lei única, e que, na faculdade de instituição divina, a Igreja coloca-se sobre todas as estruturas humanas, em particular sobre o estado secular. A superioridade da Igreja era para Gregório VII um fato indiscutível.
Em 1075, Gregório VII publica o Dictatus Papae, que são 27 proposições onde expressa as suas ideias sobre o papel do Pontífice na sua relação com os poderes temporais, especialmente com os imperadores do Sacro Império. Estas ideias poderão resumir-se em três pontos principais: O Papa é senhor absoluto da Igreja, estando acima dos fiéis, dos clérigos e dos bispos, e acima das Igrejas locais, regionais e nacionais, e acima dos concílios; O Papa é senhor único e supremo do mundo, todos lhe devem submissão em questões religiosas, incluindo os príncipes, reis e imperadores (entretanto, como diria Harold J. Berman, o Poder Central Eclesiástico tomou para si, além da "espada eclesiástica", a "espada secular"; ou seja, o papa tornou-se a autoridade suprema no espectro espiritual e temporal). A Igreja romana não cometeu nunca erros.
Historiadores como Walter Ullmann e Ian Stuart Robinson afirmam que Gregório centralizava em Roma todas as querelas importantes para intermediação, coincidindo naturalmente numa diminuição do poder dos bispos locais, o que motivou algumas lutas contra as esferas mais altas do clero. Recentemente, esta caracterização do governo gregoriano com marco da centralização política e administrativa da Igreja medieval foi colocada em xeque.
Esta batalha pelos fundamentos da supremacia papal tem o seu apogeu na obrigatoriedade do celibato do clero e no ataque à simonia. Gregório VII não introduziu o celibato mas conduziu a batalha por tal com maior energia do que os seus antecessores. Em 1074 publicou uma encíclica dispensando da obediência aos bispos que permitiam o casamento dos sacerdotes. No ano seguinte, sob fortes protestos e resistência, encoraja medidas contra estes, privando-os dos rendimentos.
O seu pontificado decorreu até 25 de maio de 1085, dia em que morreu em Salerno, abandonado pelos romanos e pela maior parte dos seus apoiantes.